# Tyne and Wear
Tyne and Wear ( /ˌtaɪn ənd wɪər/) là một hạt vùng đô thị tại vùng North East của Anh nằm quanh các cửa sông Tyne và Wear. Vùng hình thành vào năm 1974 sau khi thông qua Đạo luật chính quyền địa phương 1972. Vùng gồm có 5 khu phố đô thị là South Tyneside, North Tyneside, thành phố Newcastle upon Tyne, Gateshead và thành phố Sunderland. Hạt giáp với biển Bắc về phía đông, có ranh giới với các hạt Northumberland về phía bắc và Durham về phía nam. Trước cải cách năm 1974, lãnh thổ nay là hạt Tyne and Wear trải trên biên giới của các hạt Northumberland và Durham, biên giới là sông Tyne.
Hội đồng hạt Tyne and Wear bị bãi bỏ vào năm 1986, và do đó các huyện (khu phố đô thị) nay là nhà cầm quyền nhất thể. Tuy nhiên, hạt đô thị tiếp tục tồn tại trên pháp luật và với tư cách là một khung tham chiếu địa lý, và là một hạt nghi lễ.